# Erich von Lehe
Erich Theodor von Lehe (* 13. Juni 1894 in Padingbüttel; † 23. April 1983 in Hamburg) war ein deutscher Archivar und Historiker. Er widmete sich schwerpunktmäßig der Erforschung des Landes Wursten.

## Leben und Wirken

### Frühe Jahre
Seine Familie entstammte ursprünglich dem Ort Lehe im bremischen Landgebiet. Sein Vater gleichen Namens war Ökonomierat. Schon sein Vater hatte sich als Vorsitzender der Männer vom Morgenstern für die Lokalgeschichte und des Heimatschutzes engagiert. Erich von Lehe legte 1914 das Abitur in Bremerhaven ab und begann im selben Jahr die Fächer Geschichte, Religion, deutsche Sprache und Literatur in Heidelberg zu studieren. Im Ersten Weltkrieg wurde er als Infanterist im Feldzug gegen Serbien verwundet. In den folgenden Kriegsjahren kämpfte er vor allem an der Westfront. Den Krieg beendet er hochdekoriert und als Leutnant.
Nach dem Krieg setzte er ab Wintersemester 1919 das Studium der Geschichte und Germanistik in Jena fort, dann in München und ab 1921 in Göttingen. Während seines Studiums wurde er Mitglied beim Verein Deutscher Studenten Göttingen. In Göttingen legte er 1923 die Prüfung für das Lehramt an höheren Schulen ab. Seit Beginn seines Studiums war von Lehe im völkisch-antisemitischen „Kyffhäuser-Verband der Vereine Deutsche Studenten“, wo er Kontakt mit dem fast gleichaltrigen Rassenhygieniker Otmar Freiherr von Verschuer hatte. Mit Verschuer bestand eine lebenslange Freundschaft. Im Jahr 1925 wurde er in Göttingen bei Karl Brandi mit der Arbeit Grenzen und Ämter im Herzogtum Bremen promoviert. Nach seinem Studium begann er eine Archivarausbildung am Geheimen Staatsarchiv in Berlin-Dahlem. Dort bestand er im März 1927 die Staatsprüfung für den höheren Archivdienst. Beim Staatsarchiv Hamburg wurde er im selben Jahr wissenschaftlicher Mitarbeiter. Anfang April 1933 erfolgte die Ernennung zum Archivrat im Staatsarchiv. Dort leitete er die Urkunden- und Handschriftenabteilung. 

### Nationalsozialismus
Nach der NS-Machtübernahme trat er im Juni 1933 in den der DNVP nahestehenden Kriegsveteranenverband Stahlhelm ein und nach dessen Auflösung wurde er Anfang 1934 automatisch in die SA-Reserve überführt. Vor 1945 praktizierte und propagierte er offen Antisemitismus, Rassismus und Antidemokratismus, ohne jedoch als Wissenschaftler die Regeln historischer Quellenkritik zu verletzen.
Im Jahr 1937 wurde er in den Vorstand des Vereins für Hamburgische Geschichte berufen, dessen Vorstand er bis 1972 angehörte. Von 1938 bis 1961 gehörte er dem Vorstand des Hansischen Geschichtsvereins an. Während der NS-Zeit forcierte er den Ausschluss jüdischer Mitglieder. Von 1958 bis 1972 war er Zweiter Vorsitzender des Vereins. Von 1936 bis 1973 war er Vorsitzender des Herausgeberausschusses des Jahrbuchs der Männer vom Morgenstern, davon die ersten 25 Jahre als Vorsitzender bzw. als Redakteur. Bereits im ersten von ihm betreuten Band legte er ein Bekenntnis zu Blut-und-Boden und zum Rassegedanken ab. Unter seiner Schriftleitung ließ der Heimatbund im Februar 1937 anonym verkünden: „Das Land Wursten kann sich rühmen, seit einem halben Jahrhundert ohne Juden zu sein“. Die Themen seiner Beiträge, die von Lehe im Jahrbuch der Männer vom Morgenstern veröffentlichte, reichten von der Rechtssicherheit an und auf der Niederelbe im Mittelalter bis zu den Postverbindungen zwischen Ritzebüttel und Hamburg. 1937 wurde er Mitglied der NSDAP. Als Archivar sorgte er für die Erschließung von Kirchenbüchern, um den „Abstammungsnachweis“ für die „Volksgenossen“ zu erleichtern.
Im Zweiten Weltkrieg war Lehe als Soldat am Blitzkrieg gegen Frankreich beteiligt und wurde 1941 als Kommandant zum Deutsch-Sowjetischen Krieg abkommandiert. Ende 1942 kehrte er krank nach Deutschland zurück. 

### Nachkriegszeit
Nach Kriegsende meldete sich von Lehe bald zum Dienst im Staatsarchiv Hamburg zurück, wurde aber von der britischen Militärregierung suspendiert. Über zwei Jahre musste von Lehe um seine Wiedereinstellung kämpfen, bis er von einem Berufungsgericht als „unbelastet“ eingestuft wurde und den Dienst in seiner alten Position im Staatsarchiv wieder fortsetzen konnte. Er aktivierte dazu seine Netzwerke und erhielt im Herbst 1945 von seinem Doktorvater Karl Brandi und von vier evangelischen Pastoren, darunter Simon Schöffel, entlastende Stellungnahmen. Im Januar 1947 kam von Percy Ernst Schramm ein weiterer Persilschein. Bis Spätsommer 1947 hatte er neun weitere ihn entlastende Stellungnahmen zusammen. Darin wurde er als unpolitischer Wissenschaftler beschrieben und ihm wurde die Unterstützung von Freimaurern und Christen bescheinigt.

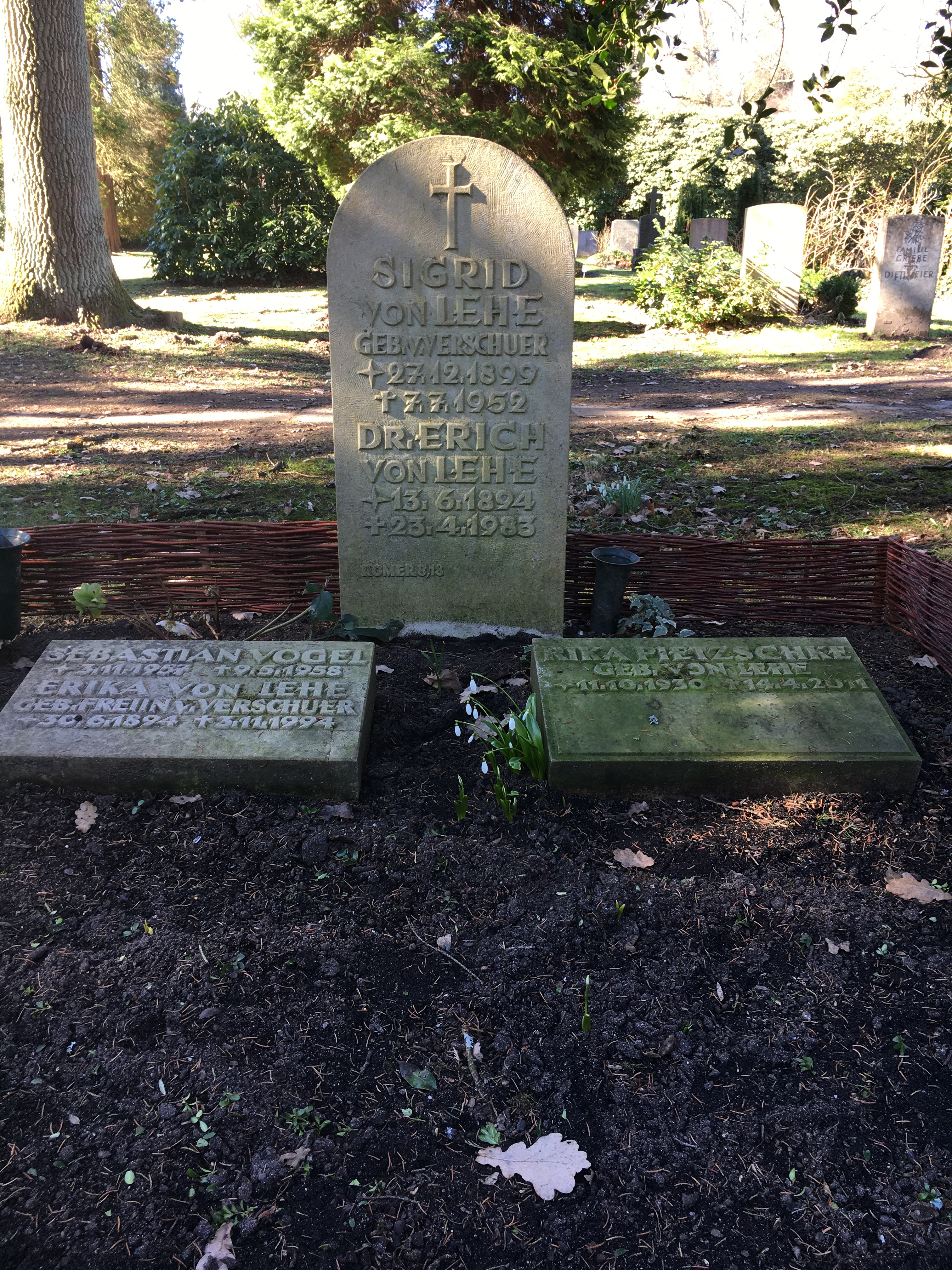
Grabstätte Erich von Lehe auf dem Friedhof Ohlsdorf im Planquadrat AA 32

1951 wurde er zum Oberarchivrat befördert und übernahm zugleich die Geschäfte des Direktors von Kurt Detlev Möller, der 1948 im Zusammenhang mit den politischen Auseinandersetzungen um sein Buch Das letzte Kapitel. Geschichte der Kapitulation Hamburgs. Von der Hamburger Katastrophe des Jahres 1943 bis zur Übergabe der Stadt am 3. Mai 1945 beurlaubt und 1949 ganz aus dem Staatsdienst entlassen worden war. Erst 1955 erhielt Kurt Detlev Möller alle direktorialen Vorrechte zurück. Als Möller 1957 starb, konnte Lehe aus Altersgründen nicht mehr zum Direktor ernannt werden. Deshalb führte Lehe die Amtsgeschäfte bis 1960 ohne die Dienstbezeichnung des Direktors weiter. Zum 65. Geburtstag verlieh ihm 1959 der Verein für Hamburgische Geschichte die Lappenberg-Medaille in Silber, zum 75. Geburtstag widmete der Verein ihm eine Festschrift, zum 80. Geburtstag wurde von Lehe zum Ehrenmitglied ernannt.
Als Historiker widmete sich von Lehe besonders der Geschichte des Landes Wursten zwischen Niederelbe und Unterweser sowie der hamburgischen Geschichte. Seine Forschungsergebnisse über das Land Wursten mündeten 1973 in die Gesamtdarstellung Geschichte des Landes Wursten. Im Jahr 1963 erhielt er in Bremerhaven den Hermann-Allmers-Preis.

## Schriften
Monographien
- Geschichte des Landes Wursten. Verlag Heimatbund der Männer vom Morgenstern, Bremerhaven 1973.
- Die Märkte Hamburgs von den Anfängen bis in die Neuzeit (1911) (= Vierteljahrschrift für Sozial- und Wirtschaftsgeschichte. Bd. 50). Steiner, Wiesbaden 1966.
- Heimatchronik der Freien und Hansestadt Hamburg. (= Heimatchroniken der Städte und Kreise des Bundesgebietes. Bd. 20). Archiv für Deutsche Heimatpflege, Köln 1958.
- Das hamburgische Schuldbuch von 1288 (= Veröffentlichungen aus dem Staatsarchiv der Freien und Hansestadt Hamburg. Bd. 4). Christians, Hamburg 1956.
- Grenzen und Ämter im Herzogtum Bremen (= Studien und Vorarbeiten zum Historischen Atlas Niedersachsens. Bd. 8). Vandenhoeck & Ruprecht, Göttingen 1926 (Zugleich: Göttingen, Universität, Dissertation, 1926).

Herausgeberschaften
- mit Ferdinand Dannmeyer, Heinrich Rüther: Ein Turm und seine Insel – Monographie der Nordseeinsel Neuwerk. Rauschenplat, Cuxhaven 1952.